# Боајавал
Боајавал (фр. Boyaval) насеље је и општина у североисточној Француској у региону Север-Па де Кале, у департману Па де Кале која припада префектури Арас.
По подацима из 2011. године у општини је живело 137 становника, а густина насељености је износила 25,46 становника/km². Општина се простире на површини од 5,38 km². Налази се на средњој надморској висини од 105 метара (максималној 172 m, а минималној 80 m).

## Демографија
| 1962. | 1968. | 1975. | 1982. | 1990. | 1999. | 2011. |
| ----- | ----- | ----- | ----- | ----- | ----- | ----- |
| 146   | 152   | 135   | 124   | 110   | 118   | 137   |

График промене броја становника у току последњих година